# Paola Mannoni
Paola Mannoni (Bologna, 1º maggio 1940) è un'attrice e doppiatrice italiana, attiva in teatro, cinema e televisione dagli anni sessanta.
I registi teatrali cui ha legato maggiormente il suo nome sono Luca Ronconi, Tino Schirinzi (con il Teatro Stabile di Bolzano) e Giancarlo Sbragia (per "Gli Associati").
Nella stagione 1983-1984 ha ottenuto il premio Ubu per Le Trachinie di Sofocle.

## Biografia
Nata a Bologna e cresciuta a Roma, dopo aver conseguito il diploma all'Accademia nazionale d'arte drammatica ha collaborato con il Teatro Stabile di Genova diretta da Ivo Chiesa e Luigi Squarzina. Fra gli spettacoli a cui ha preso parte con questa compagnia figurano I due gemelli veneziani di Carlo Goldoni, interpretato a fianco di Alberto Lionello, Il diavolo e il buon Dio di Jean-Paul Sartre, Troilo e Cressida di William Shakespeare e La coscienza di Zeno di Italo Svevo (è stata anche fra gli interpreti della riduzione televisiva del romanzo trasmessa nel 1966).
Fanno parte del suo repertorio altre figure classiche del teatro: Lady Macbeth (Macbeth, con Tino Buazzelli), Giocasta (Edipo re di Sofocle, con Giancarlo Sbragia, per la regia di Virginio Puecher).
Ha fatto parte fin dalla fondazione della cooperativa teatrale "Gli Associati", per la quale ha partecipato a numerosi spettacoli con lo stesso Sbragia e Luigi Vannucchi (Il vizio assurdo di Davide Lajolo e Diego Fabbri.
Nel 1972, a fianco di Gianrico Tedeschi e Lia Zoppelli ha recitato in La famiglia dell'antiquario di Carlo Goldoni.
Dal 1977, con Gli Associati ed Emilia Romagna Teatro, ha portato in scena diversi nuovi spettacoli, tra cui La potenza delle tenebre di Lev Tolstoj, Il commedione di Diego Fabbri e La tragedia della fanciulla, diretta da Aldo Trionfo.

## Vita privata
È stata sposata con Alberto Ardizzone, direttore di scena, sino alla morte di lui, avvenuta il 4 agosto 2018.

## Teatro
- La grande speranza di Carlo Marcello Rietmann, regia di Luigi Squarzina. Teatro La Fenice di Venezia, 28 settembre 1960.
- Le colonne della società di Henrik Ibsen, regia di Paolo Giuranna. Teatro Eleonora Duse di Genova, 28 ottobre 1960.
- Il terzo amante di Gino Rocca, regia di Alessandro Fersen. Teatro Eleonora Duse di Genova, 18 dicembre 1960.
- Uomo e superuomo di George Bernard Shaw, regia di Luigi Squarzina. Teatro Eleonora Duse di Genova, 16 febbraio 1961.
- La figlia di Jorio di Gabriele D'Annunzio, regia di Mario Ferrero. Parco Florida di Pescara, 25 agosto 1961.
- Ciascuno a suo modo di Luigi Pirandello, regia di Luigi Squarzina. Teatro Carignano di Torino, 9 ottobre 1961.
- Il matrimonio di Figaro di Beaumarchais, regia di Virginio Puecher. Teatro Duse di Genova, 12 gennaio 1962.
- Il bell’Apollo di Marco Praga, regia di Luigi Squarzina. Teatro Eleonora Duse di Genova, 25 ottobre 1962.
- Il diavolo e il buon Dio di Jean-Paul Sartre, regia di Luigi Squarzina. Teatro Eleonora Duse di Genova, 8 dicembre 1962.
- I due gemelli veneziani di Carlo Goldoni, regia di Luigi Squarzina. Teatro Eleonora Duse di Genova, 11 marzo 1963.
- La coscienza di Zeno di Tullio Kezich, da Italo Svevo, regia di Luigi Squarzina. Teatro La Fenice di Venezia, 12 ottobre 1964.
- Troilo e Cressida di William Shakespeare, regia di Luigi Squarzina. Teatro Eleonora Duse di Genova, 19 novembre 1964.
- L'avventura di Maria di Italo Svevo, regia di Mario Maranzana. Spoleto, 25 giugno 1966.
- Edipo a Colono di Sofocle, regia di Edmo Fenoglio. Giardini di Palazzo Reale di Torino, 26 luglio 1966.
- Macbeth di William Shakespeare, regia di Tino Buazzelli. Teatro San Babila di Milano, 5 ottobre 1966.
- Moravia, per esempio..., a cura di Giuseppe D'Avino e Gerardo Guerrieri, regia di Edmo Fenoglio. Teatro Eliseo di Roma, 15 giugno 1967.
- La duchessa di Urbino di Lope de Vega, regia di Ruggero Jacobbi. Castiglioncello, 12 luglio 1967.
- Morte di un commesso viaggiatore di Arthur Miller, regia di Edmo Fenoglio. Teatro Regio di Parma, 9 novembre 1967.
- Le allegre comari di Windsor di William Shakespeare, regia di Mario Ferrero. Teatro romano di Verona, 4 luglio 1968.
- Edipo re di Sofocle, regia di Virginio Puecher. Auditorium Rai di Napoli, 31 ottobre 1968.
- Vita immaginaria dello spazzino Augusto G. di Armand Gatti, regia di Virginio Puecher. Teatro Lirico di Milano, 13 febbraio 1969.
- Il marito adottivo di Maurizio Costanzo, regia di Lucio Ardenzi. Teatro Politeama di Napoli, 9 ottobre 1969.
- L'ultimo degli amanti infuocati di Neil Simon, regia di Emilio Bruzzo. Teatro del Giglio di Lucca, 8 dicembre 1970.
- La Gioconda di Gabriele D'Annunzio, regia di Giorgio Albertazzi. Teatro dell’Opera di Sanremo, 16 gennaio 1972.
- Re Giovanni di William Shakespeare, regia di Fortunato Simone. Teatro romano di Verona, 3 agosto 1972.
- Iliade, da Omero, regia di Giancarlo Sbragia. Teatro Quirino di Roma, 6 marzo 1973.
- Il matrimonio di Figaro di Beaumarchais, regia di Armando Pugliese. Teatro del Vittoriale degli Italiani di Gardone Riviera, 14 luglio 1973.
- Il vizio assurdo di Davide Lajolo e Diego Fabbri, regia di Giancarlo Sbragia. Teatro Verdi di Padova, 24 gennaio 1974.
- Piccola città di Thornton Wilder, regia di Giancarlo Sbragia. Teatro Verdi di Padova, 13 marzo 1975.
- La cortigiana di Pietro Aretino, regia di Giancarlo Sbragia. Teatro Circo di Roma, 9 marzo 1976.
- Oreste di Vittorio Alfieri, regia di Sergio Fantoni. Correggio, 19 marzo 1977.
- La potenza delle tenebre di Lev Tolstoj, regia di Paolo Giuranna. Teatro Alessandro Bonci di Cesena, 11 novembre 1977.
- Il commedione di Giuseppe Gioacchino Belli, poeta e impiegato pontificio di Diego Fabbri, regia di Giancarlo Sbragia. Teatro Alessandro Bonci di Cesena, 21 febbraio 1978.
- La tragedia della fanciulla di Francis Beaumont e John Fletcher, regia di Aldo Trionfo. Teatro comunale di Carpi, 10 febbraio 1979.
- Re Mida di Domenico Rea, regia di Guido Mazzella. Casertavecchia, 3 settembre 1979.
- Il principe di Homburg di Heinrich von Kleist, regia di Antonio Taglioni. Teatro Duse di Bologna, 17 ottobre 1979.
- La lezione e Delirio a due di Eugène Ionesco, regia di Pietro Carriglio. L’Aquila, 16 maggio 1980.
- Il matrimonio di Figaro di Beaumarchais, regia di Lamberto Puggelli. Teatro Olimpico di Vicenza, 24 settembre 1980.
- The Elephant Man di Bernard Pomerance, regia di Brent Peek. Spoleto, 26 giugno 1981.
- Andromaca di Jean Racine, regia di Lamberto Puggelli. Teatro Olimpico di Vicenza, 4 settembre 1981.
- Molto rumore per nulla di William Shakespeare, regia di Augusto Zucchi. Teatro Rossini di Imperia, 15 marzo 1982.
- Le Trachinie di Sofocle, regia di Massimo Castri. Spoleto, 1º luglio 1983.
- Fedra di Jean Racine, regia di Luca Ronconi. Teatro Metastasio di Prato, 26 aprile 1984.
- Il piccolo Eyolf di Henrik Ibsen, regia di Massimo Castri. Teatro Fraschini di Pavia, 21 febbraio 1985.
- Le madri di Euripide, regia di Giancarlo Sbragia. Teatro greco di Siracusa, 24 maggio 1986.
- La favola del figlio cambiato di Luigi Pirandello, regia di Tino Schirinzi. Teatro Stabile di Bolzano, 24 marzo 1987.
- Faust di Johann Wolfgang von Goethe, regia di Giancarlo Sbragia. Teatro antico di Taormina, 14 agosto 1987.
- Dialoghi delle carmelitane di Georges Bernanos, regia di Luca Ronconi. Teatro Storchi di Modena, 15 marzo 1988.
- La notte è madre del giorno di Lars Norén, regia di Sergio Rubini. Asti Teatro, 13 luglio 1988.
- Rosamunde di Lorenzo Arruga e Lorenza Codignola, regia di Lorenza Codignola. Teatro La Fenice di Venezia, 23 marzo 1989.
- La duplice incostanza di Marivaux, regia di Guido De Monticelli. Festival teatrale di Borgio Verezzi, 14 luglio 1989.
- Medea di Seneca, regia di Alvaro Piccardi. Teatro antico di Segesta, 24 agosto 1989.
- Le serve di Jean Genet, regia di Massimo Castri. Teatro Storchi di Modena, 16 gennaio 1990.
- Elettra di Sofocle, regia di Guido De Monticelli. Teatro greco di Siracusa, 22 maggio 1990.
- Lo strumento scordato, progetto di Walter Pagliaro. Teatro Petruzzelli di Bari, 12 aprile 1991.
- Pasifae di Henry de Montherlant, regia di Mauro Avogadro. Teatro romano di Nora, 11 luglio 1991.
- La lunga vita di Marianna Ucrìa di Dacia Maraini, regia di Lamberto Puggelli. Teatro Giovanni Verga di Catania, 11 novembre 1991.
- Il padre di August Strindberg, a cura di Walter Pagliaro. Teatro Piccinni di Bari, febbraio 1992.
- Pasolini viaggio in Grecia di Federico De Melis, regia di Mauro Avogadro. Teatro Fondamenta Nuove di Venezia, 12 marzo 1993.
- Sparsa le trecce morbide, da Adelchi di Alessandro Manzoni, regia di Mina Mezzadri. Santa Giulia di Brescia, 14 luglio 1993.
- Agamennone di Seneca, regia di Daniela Ardini. Teatro antico di Segesta, 18 luglio 1995.
- Summer di Edward Bond, regia di Walter Pagliaro. Teatro Centrale di Roma, 19 marzo 1996.
- La ragione degli altri di Luigi Pirandello, regia di Massimo Castri. Teatro Eleonora Duse di Genova, 27 gennaio 1998. (in sostituzione di Delia Boccardo)
- Altri tempi di Raffaella Battaglini, regia di Mauro Avogadro. Cortile San Filippo di Chieri, 10 luglio 1998.
- Fedra di Jean Racine, regia di Marco Sciaccaluga. Teatro della Corte di Genova, 7 aprile 1999.
- Vita e morte di Re Giovanni di William Shakespeare, regia di Giancarlo Cobelli. Teatro il Vascello di Roma, 9 febbraio 2000. (riallestimento)
- Edipo re di Sofocle, regia di Lamberto Puggelli. Teatro Olimpico di Vicenza, 7 settembre 2000.
- Riccardo III di William Shakespeare, regia di Árpád Schilling. Teatro Studio di Milano, 25 marzo 2003.
- Dialogo nella palude, da Marguerite Yourcenar, regia di Mauro Avogadro. Tempio di Adriano di Roma, 6 giugno 2003.
- Stella di Wolfgang von Goethe, regia di Walter Pagliaro. Teatro di Documenti di Roma, 16 ottobre 2003.
- La casa di Bernarda Alba di Federico García Lorca, regia di Cesare Lievi. Teatro Santa Chiara di Brescia, 2 novembre 2005.
- L'una e l'altra di Botho Strauß, regia di Cesare Lievi. Teatro Sociale di Brescia, 6 novembre 2007.
- L'impiegato di fiducia di T. S. Eliot, regia Martino D'Amico. Teatro Arcobaleno di Roma, 22 dicembre 2010.

## Filmografia

### Cinema
- Dove siete? Io sono qui, regia di Liliana Cavani (1993)

### Televisione
- La coscienza di Zeno, regia di Daniele D'Anza – miniserie TV (1966)
- Niente per Salomone, regia di Gianfranco Bettetini – film TV (1967)
- Storia di Pablo, regia di Sergio Velitti – miniserie TV (1969)
- Nero Wolfe – serie TV, episodio 2x01 (1969)
- Storia di Pablo, regia di Sergio Velitti (1969)
- Un vuoto di tre ore, regia di Gianfranco Bettetini – film TV (1969)
- Il rumore, regia di Dino Bartolo Partesano – film TV (1973)
- …ovvero le fotografie, regia di Dino Bartolo Partesano – film TV (1975)
- Quello della porta accanto, regia di Stefano De Stefani – miniserie TV (1975)
- Lo scandalo della Banca Romana, regia di Luigi Perelli – miniserie TV (1977)
- Arabella, regia di Salvatore Nocita – miniserie TV (1980)
- Quell'antico amore di Giansiro Ferrata e Elio Vittorini, regia di Anton Giulio Majano – miniserie TV (1981-1982)
- La biondina, regia di Andrea Frazzi e Antonio Frazzi – miniserie TV (1982)

## Prosa televisiva Rai
- Ma non è una cosa seria, regia di Gianfranco Bettetini, 30 dicembre 1964.
- Lieto fine di Dino Falconi, regia di Gianfranco Bettetini, trasmessa dal Programma Nazionale il 12 settembre 1965.
- Congedo, regia di Carlo Lodovici, 28 gennaio 1966.
- Il premio nobel, regia di Gianfranco Bettetini, 19 agosto 1966.
- Il caso Blaireau, regia di Italo Alfaro, 26 febbraio 1967.
- Week-end, regia di Alessandro Brissoni, 15 agosto 1967.
- Turcaret, regia di Alessandro Brissoni, 14 novembre 1967.
- Le case del vedovo, regia di Edmo Fenoglio, 28 maggio 1968.
- Marionette, che passione!, regia di Claudio Fino, 30 maggio 1969.
- Quadriglia, regia di Carlo Di Stefano, 27 ottobre 1970.
- La famiglia dell’antiquario, regia di Carlo Lodovici, 26 dicembre 1972.
- Gendarmi si nasce, regia di Carlo Lodovici, 17 agosto 1973.
- Gli uomini preferiscono le brune, regia di Massimo Franciosa, 16 agosto 1974.
- Gorgonio, regia di Mario Ferrero, 20 dicembre 1974.
- Il Commedione di Giuseppe Gioacchino Belli, poeta e impiegato pontificio, regia di Giancarlo Sbragia, 18 e 21 giugno 1980.
- Slow motion, regia di Pino Passalacqua, 15 febbraio 1982.

## Teatro
- I dialoghi delle Carmelitane di Francis Poulenc, regia Luca Ronconi, Teatro Storchi, Modena, stagione 1987-1988[7]

## Radio
- Film, soggetto e sceneggiatura di Antonio Nediani, regia di Giorgio Pressburger, trasmessa il 25 ottobre 1962.
- Le forze di Ezio D'Errico, regia di Ottavio Spadaro, 16 gennaio 1964.
- I dattilografi di Murray Schisgal, regia di Giorgio Bandini, 11 gennaio 1965.
- Pari di Luigi Pirandello, regia di Ottavio Spadaro, 11 ottobre 1965.
- Il compleanno di Harold Pinter, regia di Flaminio Bollini, 29 ottobre 1965.
- Turcaret di Alain-René Lesage, regia di Sandro Sequi, 7 giugno 1966.
- L’opera da tre cronisti di Fruttero & Lucentini, regia di Ruggero Jacobbi, 16 dicembre 1968.
- Il personaggio di Bianca Capello, regia di Giorgio Pressburger, 14 marzo 1969.
- Questo sì, questo no, programma di varietà a cura di Maurizio Costanzo e Dino De Palma, regia di Roberto Bertea (gennaio-marzo 1970)
- Il malato immaginario di Molière, regia di Giorgio Pressburger, 15 dicembre 1973.
- Il segreto del professor Mancini di Anders Bodelsen, regia di Ernesto Cortese, 10 settembre 1974.
- Edipo Re, musica di Andrea Gabrieli, regia di Virginio Puecher, 20 dicembre 1975.
- Rosa Fumetto, radiostrip in 10 puntate, testo e regia di Alberto Gozzi, dal 13 al 24 dicembre 1976.
- Per Lucrezia di Jean Giraudoux, regia di Paolo Giuranna, 26 marzo 1983.
- Due in altalena di William Gibson, regia di Sandro Rossi, 31 dicembre 1983.
- I parenti terribili di Jean Cocteau, regia di Sandro Rossi, 9 giugno 1984.
- Vento notturno di Ugo Betti, regia di Angela Bandini, 25 aprile e 2 maggio 1984.
- Ritratto di giovane donna, soap opera, regia di Umberto Benedetto, 30 puntate, dal 20 agosto al 28 settembre 1984.
- Torna piccola Sheba di William Inge, regia di Aurelio Chiesa, 30 marzo 1985.
- L'Odissea di Omero, lettura in 54 puntate, regia di Vittorio Sermonti (1985)
- Federigo Tozzi, contadino furioso e appassionato di Silvano Ambrogi, regia di Riccardo Caggiano, 13 puntate, dall’11 ottobre 1986 al 3 gennaio 1987.
- Giulia Gonzaga: un giorno casta, un giorno dannata di Gennaro Aceto, regia di Riccardo Caggiano, 13 puntate, dal 7 marzo al 30 maggio 1987.
- L’amante inglese di Marguerite Duras, regia di Lorenza Codignola, 10 ottobre 1987.
- Assassinio nella cattedrale di T. S. Eliot, regia di Angela Bandini, 24 dicembre 1988.
- Albertina di Valentino Bompiani, regia di Lorenza Codignola, 21 gennaio 1989.
- Under Novanta, scritto e diretto da Ida Bassignano, 55 puntate, dal 23 gennaio al 7 aprile 1989.
- Il sentiero di Cresta di Gabriel Marcel, regia di Giuseppe Venetucci, 9 dicembre 1989.
- Il ballo di Mara di Nerino Rossi, regia di Pietro Formentini, 10 puntate, dal 18 al 29 dicembre 1989.
- 16 ottobre 1943 di Giacomo De Benedetti, regia di Angela Bandini, 25 aprile 1992.
- Hedda Gabler di Henrik Ibsen, regia di Giuseppe Venetucci, 9 ottobre 1993.
- La signora è uscita di Pascal Jardin, regia di Vittorio Melloni, 11 febbraio 1995.
- Le voci dell’aria, scritto e diretto da Leandro Castellani, 65 puntate, dal 17 aprile al 14 luglio 1995.
- Villa Paradiso di Gabriele Romagnoli, regia di Tonino Pulci, 5 puntate, dal 4 all’8 novembre 1996.
- Le conspose di Fatima Gallaire, regia di Marco Martinelli, 24 marzo 2000.

## Doppiaggio

### Film
- Maggie Smith ne Il giardino segreto, Harry Potter e la pietra filosofale, Harry Potter e la camera dei segreti, Harry Potter e il prigioniero di Azkaban, Harry Potter e il calice di fuoco, Harry Potter e l'Ordine della Fenice, Harry Potter e il principe mezzosangue, Harry Potter e i Doni della Morte - Parte 2, Downton Abbey, Downton Abbey II - Una nuova era
- Judi Dench in 84 Charing Cross Road, Hamlet
- Fiona Shaw ne Il caso Thomas Crawford, Black Dahlia
- Jane Fonda in Non si uccidono così anche i cavalli?
- Beverly Todd in Crash - Contatto fisico
- Vanessa Redgrave ne La contessa bianca
- Claire Bloom ne Il discorso del re
- Marika Green in Emmanuelle
- Eileen Atkins in Una ragazza e il suo sogno
- Carrie Snodgress ne Il cavaliere pallido
- Carroll Baker in Star 80
- Kate Reid in Atlantic City, USA
- Ghita Nørby in Con le migliori intenzioni
- Jeanne Balidar in Codice 46
- Sylvia Sidney in Copkiller - L'assassino dei poliziotti
- Annie Girardot in Niente da nascondere
- Ingrid Thulin ne La corta notte delle bambole di vetro
- Margit Carstensen ne La terza generazione
- Margarita Lozano ne Il sole anche di notte
- Sally Kirkland in Anna
- Maureen O'Hara in Cara mamma, mi sposo
- Andréa Ferréol ne Lo zio indegno
- Googie Withers in Shine

### Serie televisive
- Maggie Smith in Downton Abbey
- Yvonne De Carlo in 2000 Malibu Road
- Michelle Forbes in Star Trek: The Next Generation
- Elisabeth Trissenaar in Berlin Alexanderplatz
- Anne Duperey in Coco Chanel
- Claire Bloom in Ritorno a Brideshead
- Diane Ladd in Ho sposato una playmate
- Kathleen Rowe McAllen e Jane Powell in Quando si ama
- Irán Eory in Principessa
- Charlotte Rae ne L'albero delle mele
- Lesley Ewen in X-Files
- Ingrid Thulin ne Il corsaro

## Riconoscimenti
- 1984 – Premio Flaiano di Teatro per l'interpretazione in Fedra[8]
- 1984 – Premio UBU Migliore attrice per Le Trachinie e Fedra[9]
- 2016 – Premio Virginia Reiter alla carriera[10]